# Anaximander
 Der er for få eller ingen kildehenvisninger i denne artikel, hvilket er et problem. Du kan hjælpe ved at angive troværdige kilder til de påstande, som fremføres i artiklen.

Anaximander (på græsk Ἀναξίμανδρος Anaxímandros) (610 f.Kr. – 546 f.Kr.) var en græsk filosof.
Filosoffen Anaximander kom fra Milet og har formentlig udvekslet mange tanker og holdninger med sin kollega Thales. Deres forestillinger gik dog i forskellige retninger, og i den begrænsede mængde bevaret litteratur (faktisk udelukkende henvisninger fra andres tekster) oplever vi, hvordan Anaximander argumenterer imod Thales’ virkelighedsforståelse – og for sin egen.
Anaximander mente nemlig ikke, at vand var ophavet til alting. Han ledte efter noget mere overordnet, fordi, som han sagde, "vand kan kun være vådt". Let anskuet adskiller hans teori sig ikke meget fra Thales’, idet han også kun tror på ét urstof. Men for at forstå Anaximander må vi dog tænke mere abstrakt, end Thales gjorde.
Ifølge hans teori består alting af et enkelt uendeligt, skikkelsesløst stof, som han kaldte apeiron. Apeiron anses for at være historiens første metafysiske begreb. Dette tildeler alle ting deres egenskaber, hvilket lader sig gøre, fordi det selv besidder dem. Apeiron forener modsætningerne i verden, men kan ikke selv iagttages direkte.
Den senere Plutarch tolkede det således, at for eksempel varme og kulde skaber vand: Apeirons modsætninger frembringer altså alt det, vi ser omkring os.
Anaximander var meget interesseret i både astronomi og geografi. Han opfattede Jorden som en stor cylinder, som ikke bevæger sig nogen vegne, fordi den befinder sig lige langt fra alting i et kugleformet univers. Stjernerne skulle komme fra luften, som indeholder ild. Derfor oplever vi også torden fra skyerne, som er luft, der er steget op i himlen fra jordoverfladen.
Solen forestillede han sig som en kreds med form som et vognhjul. Den skulle have en hul fælg, som indeholder ild. Når solens ild udtørrer oceaner, opstår der sumpe, hvori dyrene bliver nødt til at udvikle egenskaber, som gør dem i stand til at klare sig på landjorden. Ifølge Anaximander er dette præcis, hvad mennesket har været »ude for«.
Man mener også, at han med denne teori i baghovedet har været personen bag det første græske søkort og den først oversigtsmodel af verden.
Der er opkaldt et månekrater efter Anaximander.

## Fodnoter
1. ↑  Jørgen Mejer Førsokratiske filosoffer. Fra Thales til Heraklit. Hans Reitzels Forlag. ISBN 87-412-3029-9, Side 37.